# The Ghost Train
The Ghost Train (Pociąg-widmo) – brytyjski film z 1941 roku w reżyserii Waltera Forde'a. Stanowi drugą ekranizację sztuki teatralnej pod tym samym tytułem, napisanej w 1923 roku przez Arnolda Ridleya. Pierwsza ekranizacja, z 1931 roku, miała zupełnie inną obsadę, lecz tego samego reżysera. Fabuła łączy w sobie elementy komedii i dreszczowca.

## Opis fabuły
Bohaterami jest ósemka pasażerów, którzy nie zdążyli na czas przesiąść się między pociągami i muszą wspólnie nocować na małej stacji na odludziu. Jej kierownik stara się bardzo mocno wyperswadować im to, twierdząc, iż od czasu tragicznego wypadku sprzed ponad 40 lat, stacja jest nawiedzona. Każdej nocy rzekomo przejeżdża przez nią pociąg-widmo, a każdy, kto na niego spojrzy, umiera lub traci rozum. Zdesperowani i zarazem niedowierzający pasażerowie postanawiają mimo wszystko pozostać na stacji, bo alternatywą jest długa wędrówka przez podmokłe pola do najbliższej wsi. W nocy przyjdzie im sprawdzić na własnej skórze, ile prawdy jest w opowieści o pociągu-widmie.

## Obsada
- Arthur Askey jako Tommy Gander
- Richard Murdoch jako Teddy Deakin
- Kathleen Harrison jako panna Bourne
- Peter Murray-Hill jako Richard Winthrop
- Carole Lynne jako Jackie Winthrop
- Morland Graham jako Dr. Sterling
- Betty Jardine jako Edna
- Stuart Latham jako Herbert
- Herbert Lomas jako kierownik stacji
- Raymond Huntley jako John Price
- Linden Travers jako Julia Price